# Shek Chau
Shek Chau (kinesiska: 石洲) är en ö i Hongkong (Kina). Den ligger i den västra delen av Hongkong.